# 高倉永則

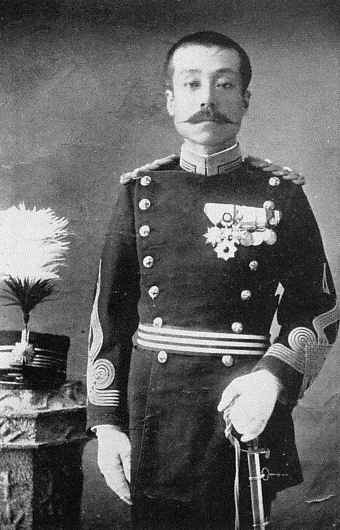
高倉永則

高倉 永則（たかくら ながつね、1864年5月16日（元治元年4月11日）- 1947年（昭和22年）7月18日）は、明治から昭和前期の陸軍軍人・有職家・政治家。最終階級は陸軍歩兵大佐。貴族院子爵議員。

## 経歴
山城国京都で侍従・高倉永祜の長男として生まれる。慶応4年（1868年）父の死去に伴い家督を相続。1884年（明治17年）7月8日、子爵を叙爵した。 
陸軍士官学校（旧10期）に入り、1888年（明治21年）7月28日、歩兵少尉に任官。以後、歩兵第20連隊小隊長、同大隊副官、同中隊長、歩兵第39連隊大隊長、京都連隊区司令官などを歴任。1914年（大正3年）1月20日、歩兵大佐に昇進。1916年（大正5年）11月15日に待命となり、1917年（大正6年）4月1日、予備役に編入された。
1920年（大正9年）1月17日、貴族院子爵議員補欠選挙で当選し、研究会に所属して活動し1932年（昭和7年）7月9日まで2期在任した。その他、大礼使典儀官、大喪使祭官、大礼事務嘱託（衣文奉仕）などを歴任。また、華族会館京都分館長、一徳会会長、小楠公会会長、大日本武徳会本部理事などを務めた。

## 栄典
- 1894年（明治27年）6月30日 - 従四位[12]
- 1940年（昭和15年）5月1日 - 正二位[13]

## 親族
- 母 高倉初子（もとこ、坊城俊明六女）[1]
- 先妻 高倉直子（広幡忠礼五女）[1]
- 後妻 高倉銑子（つやこ、藤堂高潔・蜂須賀量子二女）[1]
- 長男 高倉永輝（子爵・掌典）[1]
- 長女 藤則子（藤光曜夫人）[1]
- 二女 島津久子（島津久範夫人）[1]
- 三女 小倉勝子（小倉義季夫人）[1]
- 四女 牧野元子（牧野忠永夫人）[1]
- 弟 南坊城良興（土師神社（現道明寺天満宮）宮司）・高倉卯三麿（東京文理科大学名誉教授）[1]

## ギャラリー

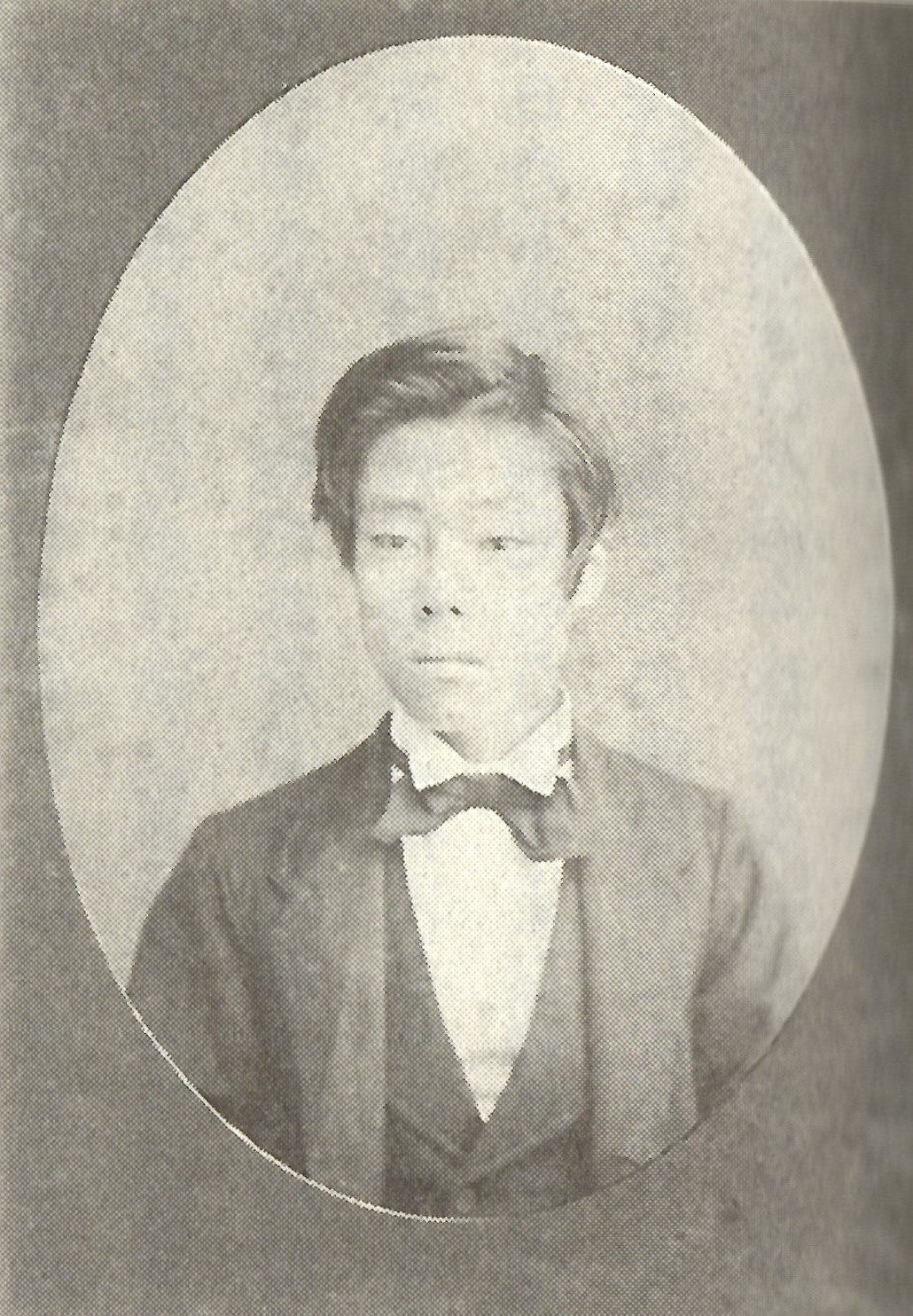
高倉永則
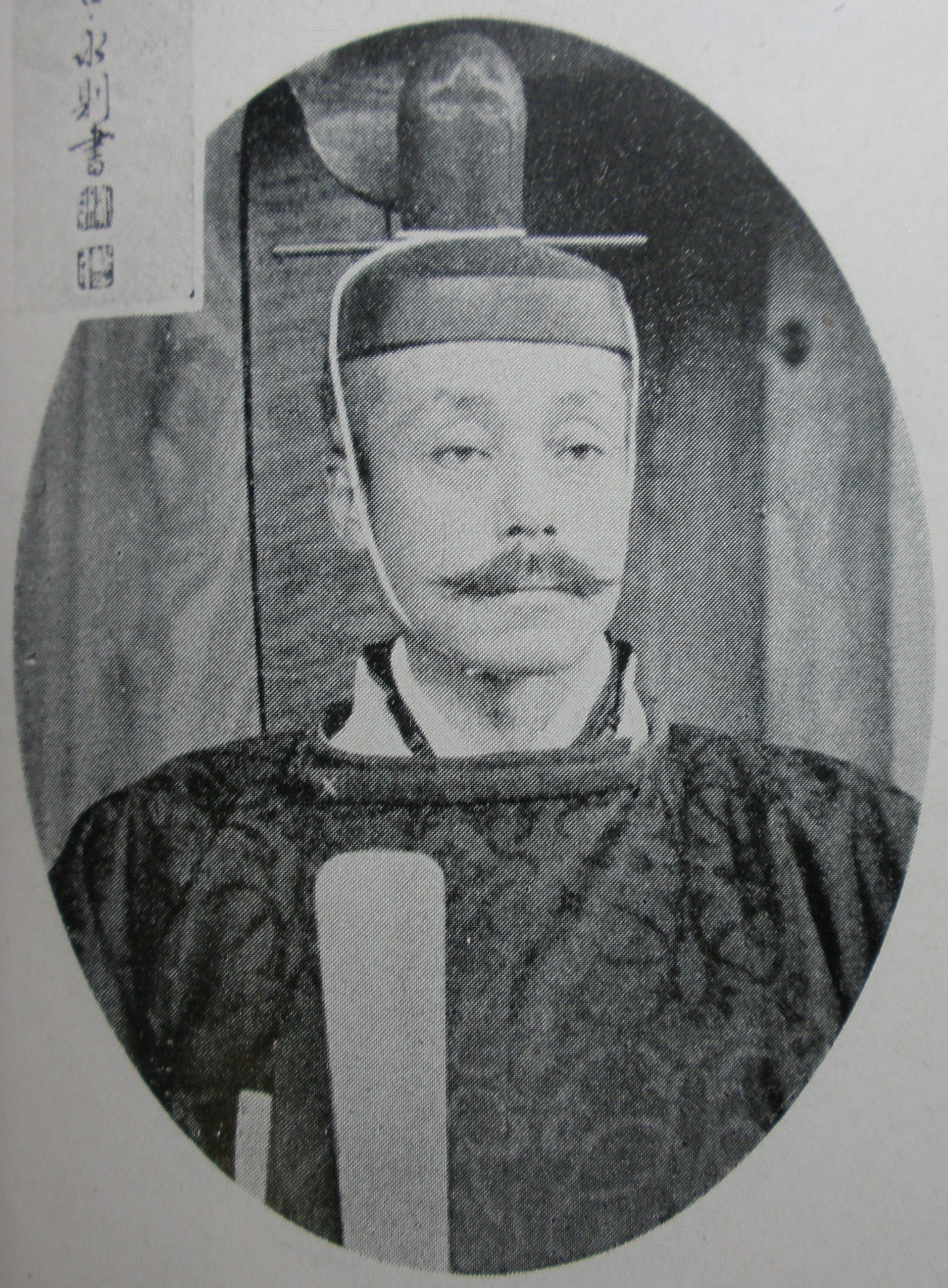
大正天皇即位大礼の典儀官時の高倉永則（1915年）

| 日本の爵位 | 日本の爵位                      | 日本の爵位    |
| ---------- | ------------------------------- | ------------- |
| 先代 叙爵  | 子爵 高倉家初代 1884年 - 1946年 | 次代 高倉永輝 |